# Quartetto per archi n. 15 (Beethoven)
Il Quartetto per archi n. 15 in La minore op. 132 di Ludwig van Beethoven è stato scritto nel 1825; lo Schuppanzigh Quartet ne diede la prima esecuzione pubblica il 6 novembre dello stesso anno.
Insieme ad altri due quartetti, op. 127 e op. 130, fu dedicato al nobile russo, amante della musica e mecenate Nikolai Galitzin che era anche colui che commissionò i lavori a Beethoven. Il numero d'opera fu assegnato in base all'ordine di pubblicazione anche se in realtà risulta essere il tredicesimo quartetto ad essere stato composto da Beethoven. Particolarità di questo quartetto è rappresentata dall'ultimo movimento in cui confluisce un tema, il cui abbozzo del 1823 era stato immaginato per il finale della nona sinfonia.

## Movimenti
I cinque movimenti del quartetto sono:
1. Assai sostenuto — Allegro
2. Allegro ma non tanto
3. Heiliger Dankgesang eines Genesenen an die Gottheit, in der lydischen Tonart (Molto adagio) — Neue Kraft fühlend (Andante) — Molto adagio — Andante — Molto adagio (Mit innigster Empfindung)
4. Alla Marcia, assai vivace (attacca)
5. Allegro appassionato — Presto